# Alliance communiste-anarchiste
Pour l'organisation japonaise, voir Alliance communiste anarchiste.
La création de l'Alliance communiste-anarchiste est annoncée dans Le Libertaire du 22 mai 1910.
Amorce de structure organisationnelle, elle donne naissance en 1911, à la Fédération communiste anarchiste, première véritable organisation libertaire française d'envergure nationale.

## Histoire
Il n'existe pas de « Parti anarchiste » et l'impuissance à s'organiser est l'un des traits marquants de l’anarchisme français avant la Première Guerre mondiale, divisé entre individualistes et collectivistes,.

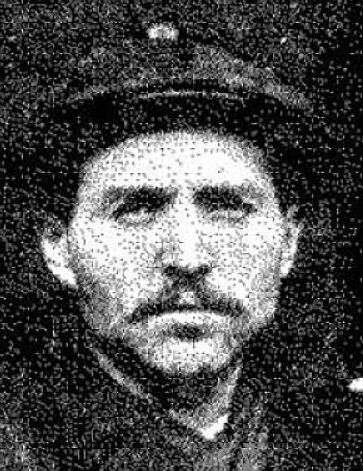
Benoît Broutchoux.

En 1907, a lieu à Amsterdam, un congrès international anarchiste à l’initiative des militants belges et hollandais en vue d'organiser le mouvement. Le congrès est boudé par la plupart des anarchistes français influencés par les individualistes. Pourtant une poignée de militants dont Benoit Broutchoux et Pierre Monatte se rendent à Amsterdam. Cette réunion des anarchistes européens, voit la création d’une éphémère internationale anarchiste. Pour les anarchistes français, ce congrès pose une énième fois le problème de l’organisation.
Lors des élections législatives du printemps de 1910, est formé un Comité antiparlementaire qui au lieu de se dissoudre, devient en quelque sorte permanent et donne naissance à une Alliance communiste-anarchiste dont le but est ainsi défini : « Une agitation publique alimentée par les circonstances et trouvant dans chacune de ces circonstances l'intensité et l'ampleur de sa propre action ».
L'Alliance publie une autre déclaration dans laquelle elle affirme vouloir lutter contre l'autorité sous toutes ses formes, l'État en particulier, poursuivre la suppression du salariat et engager les travailleurs à organiser la production et la répartition sur un mode communiste.
Pour faciliter son action, elle envisage de créer deux bureaux : le premier, désigné sous le nom de bureau d'études, est destiné à « réunir tous les éléments d’une cause et établir pour chacune de ces causes un rapport aussi détaillé que possible » ; le second, dit bureau de correspondance, doit servir à « communiquer aux groupes et aux camarades isolés le résultat du travail du bureau d'études ». Ces bureaux seront accessibles à tous. « Pas de membres perpétuels, pas d'inamovibles », dit la déclaration. Ils « organiseront des réunions pour les camarades, réunions entre nous, à tribune absolument libre, où seront envisagées telles ou telles actions publiques ou intérieures, ceci dans le but d'établir une œuvre commune d'esprit et d'effort ».
Malgré les tendances libertaires affirmées de la nouvelle structure, les critiques ne se font pas attendre. Jean Grave déclare que l'on sent là le « besoin de marcher en troupeau ». Et Marc Pierrot juge que cette organisation est « à peu près la même chose qu'un parti. Il n'y a que le nom qui diffère. »
Les critiques des anarchistes individualistes opposés à tout ce qui rappelle de près ou de loin une organisation font craindre l'impossibilité de réaliser une entente durable.
Ainsi Amédée Dunois affirme-t-il que, tout en se réjouissant de voir dans la création de l'Alliance « un certain détachement des attitudes anciennes et du vain bavardage scolastique d'antan », il n'en est pas moins persuadé qu'elle soit impuissante à fédérer l'anarchisme éducationniste de Jean Grave et de Marc Pierrot, l'anarchisme insurrectionnel de Charles Malato, l'anarchisme éclectique de Sébastien Faure, l'anarchisme sentimental de Élisée Reclus, l'anarchisme fédéraliste et révolutionnaire de Kropotkine, l'anarchisme esthétique de Jacques Mesnil, l'anarchisme socialiste et prolétarien de Errico Malatesta, et il conclut : « C'est par le syndicalisme révolutionnaire, et par lui seul, que l'anarchisme revivra ! ».
Les structures trop distendues ne permettent pas à l'Alliance communiste-anarchiste de durer. L'échec organisationnel débouche sur la création d'une Fédération communiste révolutionnaire le 13 novembre 1910, puis de la Fédération communiste anarchiste qui tient congrès en juin 1911.

## Adhérents
Liste non exhaustive
- Georges Alfred Durupt est parmi les fondateurs[8].

## Notices
- Catalogue général des éditions et collections anarchistes francophones : notice.